# 4. Sicherungs-Division
Die 4. Sicherungs-Division war ein Großverband der deutschen Kriegsmarine im Zweiten Weltkrieg.

## Geschichte
Die Division wurde im Februar 1941 für Sicherungsaufgaben im Bereich der französischen Atlantikküste aufgestellt. Das Stabshauptquartier lag in folgenden Orten: Lamor-Plage bei Lorient und später La Rochelle.
Die 4. Sicherungs-Division war dem Befehlshaber der Sicherung West unterstellt. Sie wurde im September 1944 wegen des Rückzugs von der französischen Atlantikküste aufgelöst.

## Kommandeure
- Kapitän zur See Anselm Lautenschlager (Februar 1941 bis Mai 1944)
- Kapitän zur See Hans John (Juni 1944 bis September 1944), ehemaliger Kommandeur der 3. Sicherungs-Division

## Gliederung
- 8. Minensuchflottille (Royan), u. a. mit dem Schiff Wespe
- 10. Minensuchflottille (Paimbœuf)
- 26. Minensuchflottille (Couëron)
- 28. Minensuchflottille (Pauillac), von Juli 1942 bis zur Auflösung im November 1942 war Korvettenkapitän Gerhard Bidlingmaier Chef der Flottille
- 42. Minensuchflottille (Les Sables-d’Olonne)
- 44. Minensuchflottille (La Pallice)
- 2. Sperrbrecherflottille (Royan)
- 4. Vorpostenflottille (Bordeaux)
- 6. Vorpostenflottille (St. Nazaire)

## Bekannte Divisionsangehörige
- Oberleutnant zur See/Kapitänleutnant Otto Nordt: von März 1943 bis September 1943 Kommandant von M 476 bei der 26. Minensuchflottille, anschließend bis Dezember 1943 Kommandant von M 254 und stellvertretender Chef der 8. Minensuchflottille